# Estação Mesquita
Mesquita é uma estação de trem do Rio de Janeiro, localizada no bairro Centro, do município de Mesquita.

## História

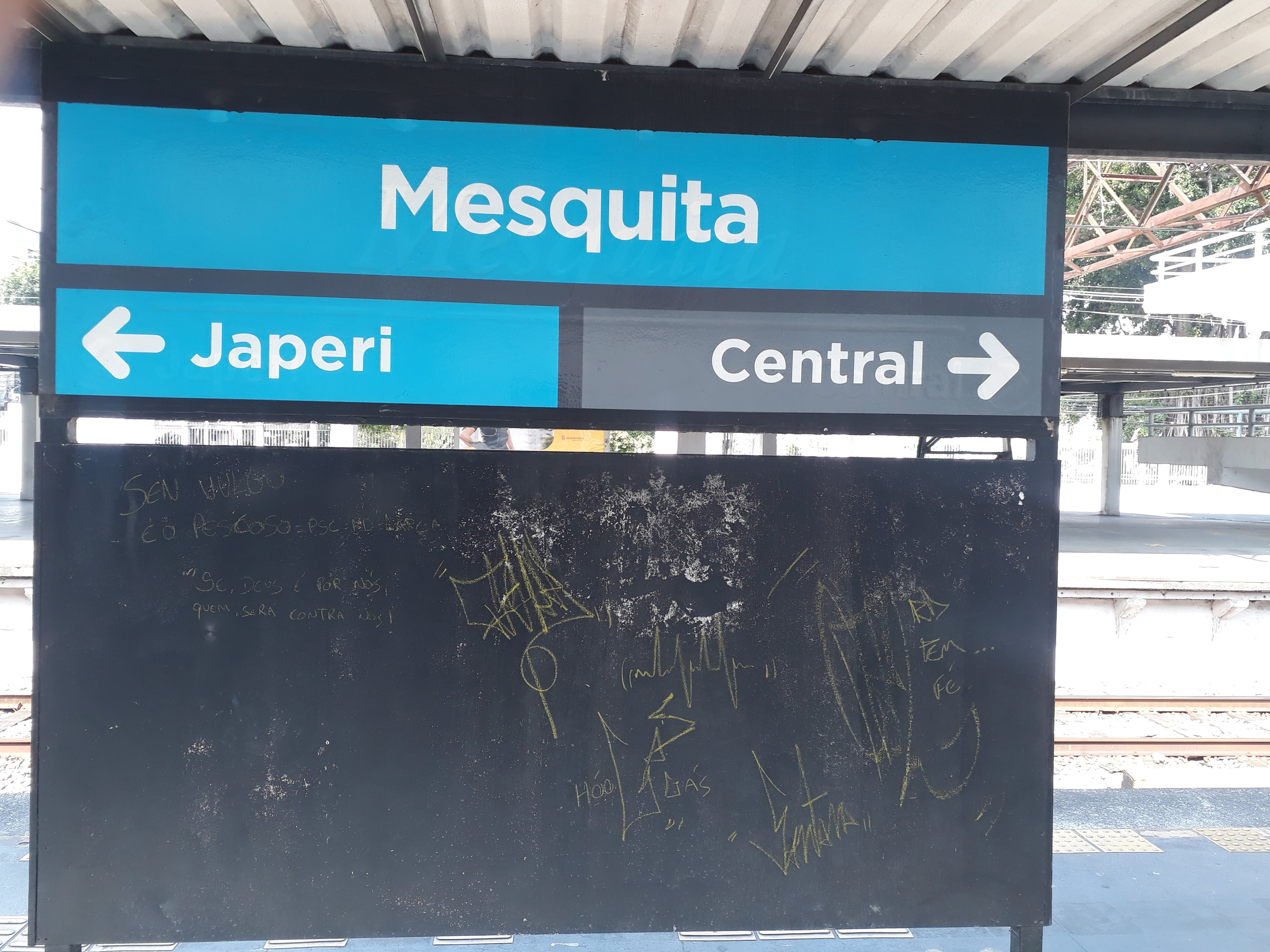
Placa Mesquita

Foi inaugurada em 1884 para homenagear o Barão de Mesquita. Pelo menos até 1910 ainda conservava o nome original, José de Mesquita. Hoje é uma estação de trens metropolitanos gerenciada pelos trens da Supervia.

## Plataformas
| 1 |

|  | ↑ a ↑ |

|  | ↓ b ↓ |

| 2 |

|  | c |

| 1 |

|  | ↑ a ↑ |

|  | ↓ b ↓ |

| 2 |

|  | c |

| 1 |

|  | ↑ a ↑ |

|  | ↓ b ↓ |

| 2 |

|  | c |

| 1 |

|  | ↑ a ↑ |

|  | ↓ b ↓ |

| 2 |

|  | c |

## Fonte
- Max Vasconcellos: Vias Brasileiras de Comunicação, 1928;